# Srednja vas v Bohinju
Srednja vas v Bohinju – wieś w Słowenii, w gminie Bohinj. W 2018 roku liczyła 496 mieszkańców.